# Norbert Magosi
Norbert Magosi (ur. 10 kwietnia 1975 w Segedynie) – węgierski żużlowiec.

## Życiorys
Od połowy lat 90. startuje w rozgrywkach z cyklu drużynowych mistrzostw Polski, reprezentując kluby KKŻ (ŻKS) Krosno (1996, 2001), Wandy Kraków (2002), Kolejarza Opole (2003) oraz Speedway Miszkolc (2006–2010). W 2003 r. zdobył w Debreczynie srebrny medal Klubowego Pucharu Europy (w barwach klubu Hajdu Volan Debreczyn). Srebrny medalista niemieckiej Bundesligi (2006, w barwach klubu MSC Diedenbergen). W listopadzie 2019 r. podpisał kontrakt z klubem Śląsk Świętochłowice.
Sześciokrotny medalista indywidualnych mistrzostw Węgier: dwukrotnie złoty (2011, 2014), trzykrotnie srebrny (1997, 2001, 2009) oraz brązowy (2003). Trzykrotnie startował w finałach indywidualnych mistrzostw świata juniorów (Elgane 1994 – XVI m., Tampere 1995 – XV m., Olching 1996 – XI m.). Finalista drużynowych mistrzostw świata (Diedenbergen 1996 – VII m.). Uczestnik półfinału kontynentalnego eliminacji cyklu Grand Prix na 1998 rok (St. Johann im Pongau 1997 – XIII m.). Brązowy medalista mistrzostw Europy par (Lendava 2006). Międzynarodowy mistrz Łodzi (2010).